# Edward Platt
Edward Platt (14 de fevereiro de 1916 – 19 de março de 1974) foi um ator estadunidense, cujo maior papel foi o "Chefe" em Get Smart (Agente 86). Ele morreu devido a um infarto agudo do miocárdio aos 58 anos de idade, o que se disse na época. Anos depois, dizem, seu filho teria vindo a público e dito que sua morte foi por suicídio, após duas tentativas frustradas.[carece de fontes?]

## Filmografia
- I Was a Male War Bride (1949)
- The Shrike (1955)
- Rebel Without a Cause (1955)
- Storm Center (1956)
- The Great Man (1956)
- Written on the Wind (1956)
- The Proud Ones (1956)
- Omar Khayyam (1957)
- Designing Woman (1957)
- The Rebel Set (1959)
- North by Northwest (1959)
- Texas John Slaughter: The Man from Bitter Creek (1959)
- Pollyanna (1960)
- Cash McCall (1960)
- Atlantis, the Lost Continent (1961)
- Cape Fear (1962)
- Black Zoo (1963)
- Bullet for a Badman (1964)
- The Man from Button Willow (1965)